# Leptosiaphos hylophilus
Leptosiaphos hylophilus — вид сцинкоподібних ящірок родини сцинкових (Scincidae). Ендемік Демократичної Республіки Конго.

## Поширення й екологія
Leptosiaphos hylophilus відомі з типової місцевості, що лежить у районі Мабалі, за 25 км на південь від озера Тумба, на висоті 290 м над рівнем моря. Вони живуть у заболочених тропічних лісах.